# منطقه آماری شمال شرقی
منطقه آماری شمال شرقی (مقدونی: Североисточен Регион) یک منطقهٔ مسکونی و آماری است که در مقدونیه شمالی واقع شده‌است. منطقه آماری شمال شرقی ۲٬۳۰۶ کیلومتر مربع مساحت و ۱۷۶٬۱۹۶ نفر جمعیت دارد. این منطقه از شمال با کوزوو و صربستان و از شرق با بلغارستان هم‌مرز است.

## جمعیت
با توجه به آمارگیری سال ۲۰۰۲، جمعیت منطقه آماری شمال شرقی ۱۷۲٬۷۸۷ نفر یا ۸٫۵٪ جمعیت ملی جمهوری مقدونیه است.
| سال آمارگیری | جمعیت   | تغییر  |
| ------------ | ------- | ------ |
| ۱۹۹۴         | ۱۶۳٬۸۴۱ | N/A    |
| ۲۰۰۲         | ۱۷۲٬۷۸۷ | +۵٫۴۶٪ |

### گروه‌های قومیتی

نقشه اکثریت قومی در شهرداری‌های این منطقه.

بزرگترین گروه قومیتی در این منطقه مقدونی‌ها هستند. همچنین آلبانیایی‌ها، صرب‌ها و کولی‌ها نیز اقلیت قابل توجهی هستند.